# Sierra Casady
Sierra Casady (ur. 1980) – członek duetu CocoRosie oraz współzałożycielka zespołu Metallic Falcons. Urodzona w stanie Iowa. Ma młodszą siostrę Biancę Casady, z którą założyła zespół CocoRosie.

## Życiorys
Rodzice Sierry rozwiedli się, kiedy miała 5 lat. W wieku 14 lat została wyrzucona z domu przez jej matkę. Ojciec zapisał ją wtedy do szkoły z internatem. W 2000 roku Casady zamieszkała w Paryżu, gdzie studiowała. Przez 10 lat praktycznie nie miała kontaktu z siostrą. W 2003 roku, kiedy Bianca Casady postanowiła odwiedzić siostrę, powstał zespół CocoRosie oraz ich pierwszy album – La Maison de Mon Rêve. Od tamtej pory siostry wydały razem siedem albumów. W 2006 roku Sierra Casady razem z Matteah Baim założyła zespół Metallic Falcons oraz nagrała debiutancki album. Siostry mieszkają razem w Brooklynie.

## Dyskografia
Z CocoRosie:
- La Maison de Mon Rêve (Touch and Go/Quarterstick Records 2004)
- Beautiful Boyz EP (Touch and Go/Quarterstick Records 2004)
- Noah’s Ark (Touch and Go/Quarterstick Records 2005)
- The adventures of ghosthorse and stillborn (Touch and go Records 2007)
- God Has A Voice, She Speaks Through Me (Touch & Go Records 13 maja 2008)
- Coconuts, Plenty of Junk Food - Tour Only EP (CocoRosie 3 czerwca 2009)
- Grey Oceans (Sub Pop Records 2010)

Z Metallic Falcons:
- Desert Doughnuts (Voodoo Eros 2006)